# Dallas Taylor

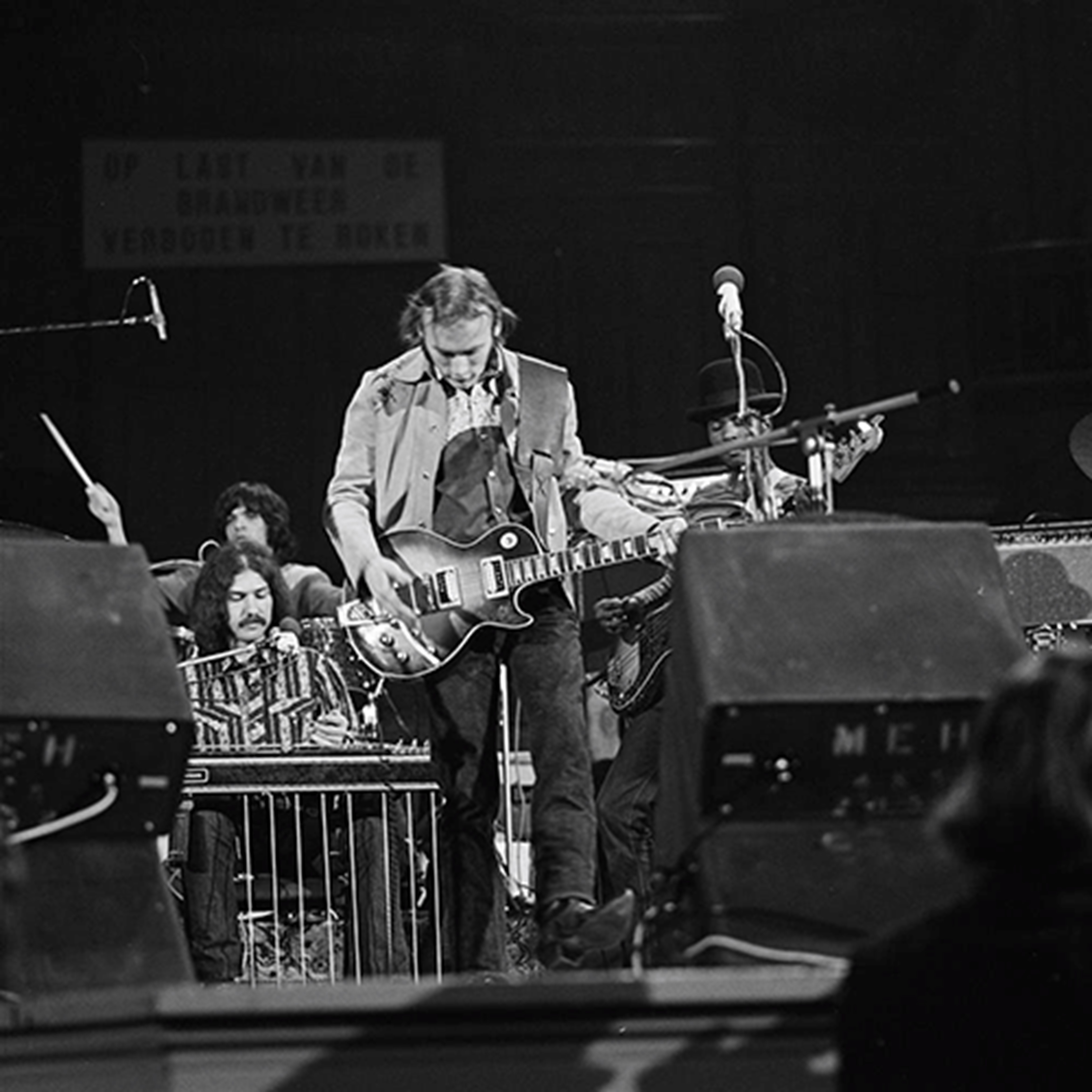
Dallas Taylor an den Drums in Stephen Stills Band Manassas (1972)

Dallas Taylor (* 7. April 1948 in Denver, Colorado; † 18. Januar 2015 in Los Angeles, Kalifornien) war ein US-amerikanischer Schlagzeuger in verschiedenen Rockbands der 1960er und 1970er Jahre.

## Leben
Inspiriert durch einen Film über den Schlagzeuger Gene Krupa begann Taylor bereits als Schüler, Schlagzeug zu spielen. Im Alter von 16 Jahren verließ er die Schule. Kurz darauf trat er der psychedelisch orientierten Band Clear Light bei, mit der er im Jahr 1967 ein Album aufnahm. Er spielte auch mit John Sebastian und Crosby, Stills, Nash and Young; zusammen mit Letzteren trat er am 17. August 1969 beim Woodstock-Festival auf und wirkte in der Folgezeit bei Soloprojekten von Graham Nash und Stephen Stills mit; außerdem spielte er mit Paul Butterfield, Bill Wyman, Van Morrison und Sammy Hagar.
Drogensucht verbunden mit schweren Leber- und Nierenproblemen führten im Jahr 1984 zu einem Selbstmordversuch Taylors und schränkten sein musikalisches Schaffen ab Mitte der 1980er Jahre stark ein. Er starb im Januar 2015.

## Diskografie (Auswahl)
- Crosby, Stills & Nash – Crosby, Stills & Nash (1969)
- Deja Vu – Crosby, Stills, Nash & Young (1970)
- Stephen Stills – Stephen Stills (1970)
- Manassas – Manassas (1972)
- Byrds – The Byrds (1973)

## Sonstiges
Auf dem Cover des im Mai 1970 veröffentlichten Albums Déjà Vu ist Dallas Taylor ganz rechts außen neben den anderen Bandmitgliedern von Crosby, Stills, Nash and Young zu sehen und wird auch namentlich genannt.